# Verfügbarkeit (Arbeitsförderungsrecht)
Verfügbarkeit
ist im deutschen Sozialrecht ein Element der Definition von Arbeitslosigkeit und damit eine Voraussetzung für den Anspruch auf Arbeitslosengeld, § 138 Abs. 5 SGB III (bis 31. März 2012: § 119 Abs. 5 SGB III a.F.). 
Verfügbar ist im Sinne dieser Vorschrift, wer
- eine versicherungspflichtige zumutbare Beschäftigung unter den üblichen Bedingungen des für ihn in Betracht kommenden Arbeitsmarktes mindestens 15 Stunden wöchentlich ausüben kann und darf,
- Vorschlägen der Agentur für Arbeit zur beruflichen Eingliederung zeit- und ortsnahe Folge leisten kann (“Erreichbarkeit”),
- bereit ist, jede zumutbare Beschäftigung anzunehmen und auszuüben (“Arbeitsbereitschaft”) und
- bereit ist an Maßnahmen zur beruflichen Eingliederung in das Erwerbsleben teilzunehmen (“Eingliederungsbereitschaft”).

## Versicherungspflichtige Tätigkeit
Nur wer eine versicherungspflichtige Tätigkeit (§§ 24 ff. SGB III) anstrebt, hat Anspruch auf Arbeitslosengeld. Damit scheidet aus, wer eine Tätigkeit als Beamter oder Richter anstrebt, als Schüler, Student oder Rentner versicherungsfrei wäre. Auch wer nur eine geringfügige Beschäftigung gemäß § 8 SGB IV ausüben will (“450,00 €  Job”, "Minijob"), gilt nicht als verfügbar.

## Zumutbare Beschäftigung
Das Gesetz regelt in § 140 SGB III (bis 31. März 2012: § 121 SGB III a.F.) näher, welche Tätigkeiten zumutbar sind.
Grundsätzlich sind einem Arbeitslosen alle seiner Arbeitsfähigkeit entsprechenden Beschäftigungen zumutbar, soweit nicht allgemeine oder personenbezogene Gründe entgegenstehen.
Als allgemeine Gründe der Unzumutbarkeit erkennt das Gesetz an, dass die Beschäftigung gegen gesetzliche, tarifliche oder in Betriebsvereinbarungen festgelegte Bestimmungen oder gegen Bestimmungen des Arbeitsschutzes verstößt.
Aus personenbezogenen Gründen ist eine Beschäftigung nicht zumutbar, wenn die Vergütung erheblich niedriger ist als das zuvor erzielte Arbeitsentgelt. Das Gesetz gibt  einen abgestuften Bestandsschutz: in den ersten drei Monaten ist eine Minderung bis zu 20 %, in den folgenden drei Monaten um bis zu 30 % zumutbar. Ab dem siebten Monat der Arbeitslosigkeit sind alle Tätigkeiten zumutbar, die ein Nettoeinkommen oberhalb des Arbeitslosengeldes versprechen.
Als personenbezogener Grund gilt auch eine unverhältnismäßig lange tägliche Pendelzeit zwischen Wohnung und Arbeitsstätte. Das Gesetz hält Pendelzeiten von bis zu zwei Stunden für zumutbar bei einer Arbeitszeit von bis zu sechs Stunden. Bei einer längeren Arbeitszeit verschiebt sich die Grenze der Zumutbarkeit auf eine Pendelzeit von zweieinhalb Stunden. Diese Grenzen werden noch erweitert, wenn in der Region unter vergleichbaren Arbeitnehmern noch längere Pendelzeiten üblich sind.
Ab dem vierten Monat der Arbeitslosigkeit ist dem Arbeitslosen ein Umzug zumutbar, davor bereits dann, wenn eine neue Arbeitsstelle nicht in den ersten drei Monaten innerhalb des Pendelbereichs zu erwarten ist. Das Gesetz erkennt jedoch an, dass einem Umzug wichtige Gründe entgegenstehen können, insbesondere familiäre Bindungen.

## Erreichbarkeit
Zu den Voraussetzungen, unter denen der Arbeitslose zeitnah und ortsnah Vorschlägen der Arbeitsagentur nachkommen kann („Erreichbarkeit“), hat der Verwaltungsrat der Bundesanstalt für Arbeit (heute Bundesagentur für Arbeit) mit der Erreichbarkeitsanordnung eine eigene Verwaltungsvorschrift erlassen.

## Arbeitsbereitschaft
Nur wer subjektiv bereit ist, eine Beschäftigung aufzunehmen, gilt als arbeitslos.

## Eingliederungsbereitschaft
Entsprechend ist auch Eingliederungsbereitschaft als Bereitschaft, an Angeboten der Arbeitsagentur zur beruflichen Eingliederung teilzunehmen, subjektive Voraussetzung für die Verfügbarkeit und somit für den Anspruch auf Arbeitslosengeld. 
Die Bundesagentur für Arbeit hat sowohl bei fehlender Arbeitsbereitschaft oder fehlender Eingliederungsbereitschaft die Möglichkeit, nicht nur eine Sperrzeit festzustellen, sondern den Anspruch auf Arbeitslosengeld generell abzulehnen.

## Sonderfälle der Verfügbarkeit
Unter der Überschrift Sonderfälle der Verfügbarkeit regelt § 139 SGB III (bis 31. März 2012: § 120 SGB III a.F.) Ausnahmen.
So sind dies Regelungen für den Fall, dass jemand gemeinnützige Arbeit erbringt, gerichtlichen Arbeitsauflagen folge leistet, an Maßnahmen der Eignungsfeststellung oder des Trainings teilnimmt.
Bei Schülern und Studenten wird vermutet, dass sie nur versicherungsfreie Beschäftigungen ausüben könnten. Diese Vermutung kann widerlegt werden, wenn der Arbeitslose nachweist, dass trotz ordnungsgemäßen Studiums eine versicherungspflichtige Tätigkeit mit mindestens fünfzehn Stunden pro Woche möglich ist. 
Dies betrifft aber nicht den Regelfall der Studenten, da ein Anspruch auf Arbeitslosengeld nur gegeben ist, wenn entsprechende Anwartschaftszeiten nachgewiesen sind, § 142 SGB III (bis 31. März 2012: § 123 SGB III a.F.).
Maßnahmen der beruflichen Weiterbildung stehen der Verfügbarkeit nicht entgegen, wenn die Agentur für Arbeit der Teilnahme zugestimmt hat und der Arbeitslose bereit ist, jederzeit die Maßnahme abzubrechen.